# Walser

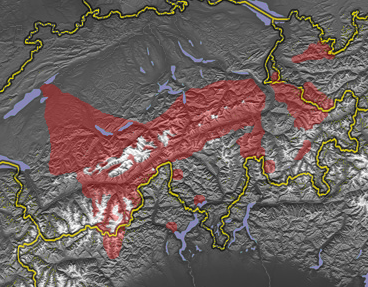

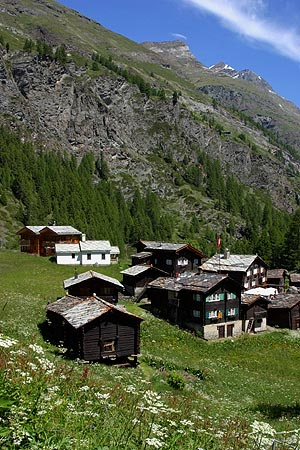

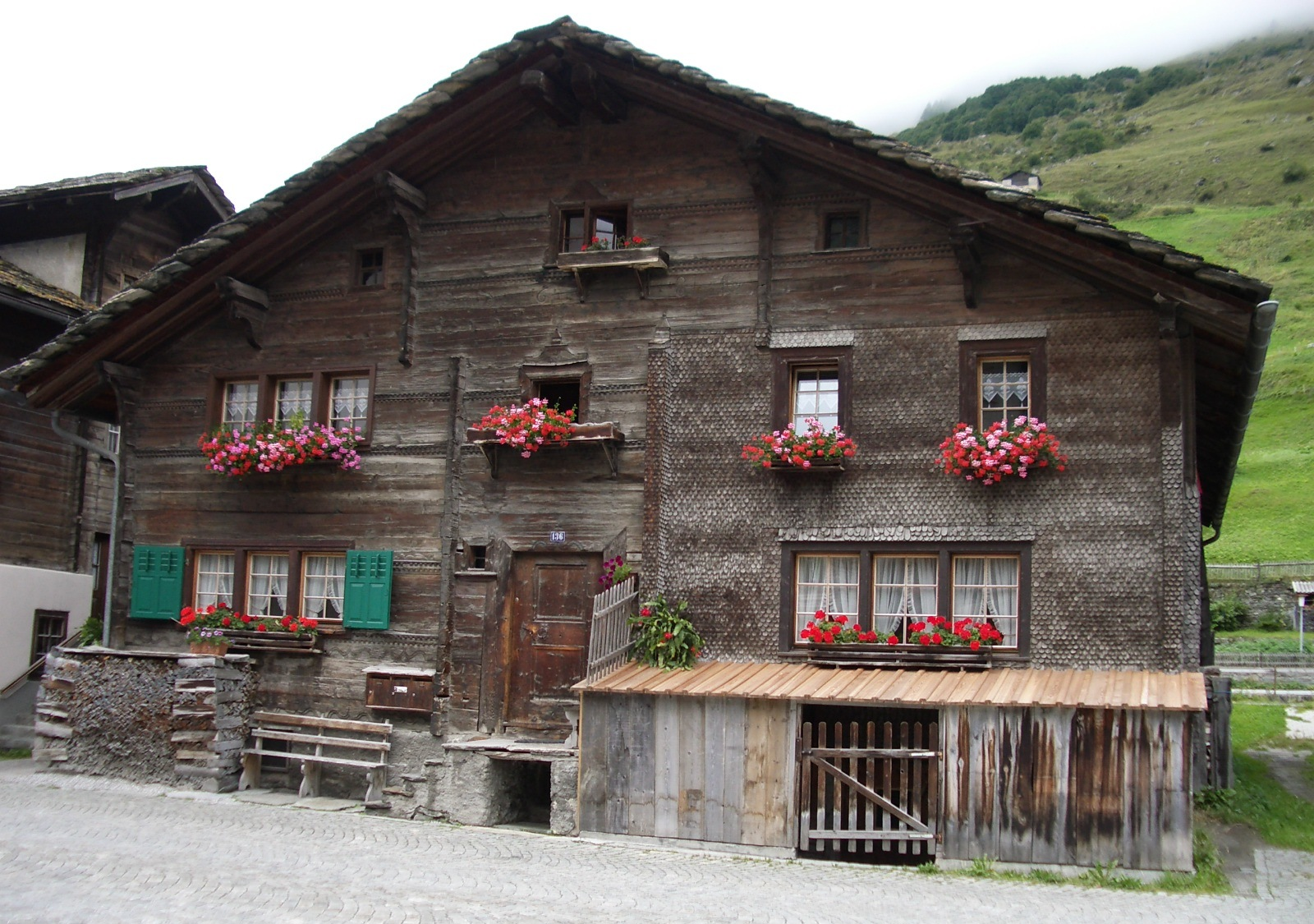

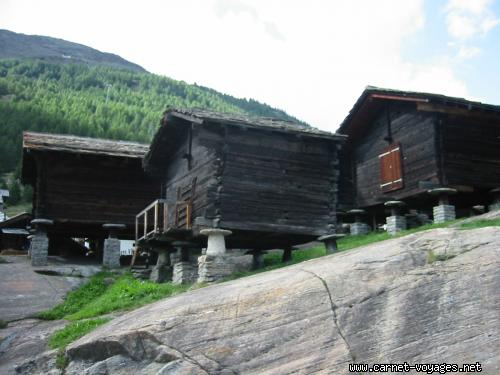

Os Walser são as pessoas de língua alemã (mais especificamente, eles falam dialetos Walser alemão) que vivem nos Alpes da Suíça, Itália, Liechtenstein e Áustria.